# Achyrolimonia trigonoides trigonoides
Achyrolimonia trigonoides trigonoides is een ondersoort van de tweevleugelige Achyrolimonia trigonoides uit de familie steltmuggen (Limoniidae). De soort komt voor in het Oriëntaals en Australaziatisch gebied.